# Copaivagogo
Copaivagogo es una villa a orillas del embalse de Brokopondo en su margen sur, en la zona central de Surinam. Se encuentra ubicada en Sarakreek en el distrito de Brokopondo, a unos 60 m sobre el nivel del mar. Su población es aproximadamente 100 habitantes.
Se encuentra a unos 137 km al sur de Paramaribo. Entre las localidades y villas vecinas se encuentran Kapoa (3 km), Pokigron (25 km) y Zoewatta (16 km). 